# Drapeau de l'Afghanistan
Le drapeau de l'Afghanistan (en dari : پرچم افغانستان, en pachto : افغانستان توغ) est le drapeau national de l'Afghanistan. Le drapeau de l'émirat islamique d'Afghanistan, un drapeau blanc sur lequel est inscrite en noir la chahada, est utilisé dans le pays depuis la victoire des talibans sur la république islamique d'Afghanistan et la prise de Kaboul le 15 août 2021.
Le drapeau de la république islamique d'Afghanistan était un tricolore de bandes noires, rouges et vertes avec, centré sur la bande rouge, l'emblème national traditionnel composé d'une mosquée avec un mihrab faisant face à La Mecque.
L'Afghanistan a connu de nombreux drapeaux au cours de son histoire. Durant le seul XXe siècle, le pays a connu 17 drapeaux différents.

## Drapeau des talibans
Les talibans, mouvement fondamentaliste islamiste et adversaire principal du gouvernement afghan dans la guerre d'Aghanistan, utilisent le drapeau blanc sur lequel est inscrit la chahada, en noir et en son centre qui est la profession de foi musulmane : « Il n'est point de divinité si ce n'est Allah, Mahomet est son messager » (en arabe : لا إله إلا الله، محمد رسول الله, lā ʾilāha ʾillà l-Lāh, Muḥammadun rasūlu l-Lāh).
En pratique, les combattants talibans utilisent des variantes du drapeau, qui diffèrent par les proportions de ce dernier ou la taille de la chahada.
Les talibans combattent pour la restauration, et désormais le maintien, de l'émirat islamique d'Afghanistan, ayant existé de 1996 à 2001 puis de nouveau à partir de 2021. Ces derniers ne reconnaissent pas le drapeau tricolore du gouvernement afghan. Quand une zone est contrôlée par le mouvement taliban, le drapeau tricolore est systématiquement remplacé par le drapeau blanc,,.

## Drapeau de la république islamique d'Afghanistan

Drapeau de la république islamique d'Afghanistan (2013-2021)

La république islamique d'Afghanistan est le régime dirigeant l'Afghanistan de 2013 à 2021. Elle chute le 15 août 2021 à la suite de la prise de Kaboul lors de la guerre civile afghane. Bien que ce gouvernement ne dirige plus le pays, il est reconnu par l'ONU comme le gouvernement afghan légitime. Son drapeau tricolore est donc toujours, en l'absence de reconnaissance internationale, celui utilisé par l'ONU, les organisations internationales, ou le standard Unicode. Le 3 juillet 2025, la Russie devient le premier pays à reconnaitre le gouvernement taliban comme celui de l'Afghanistan.
La dernière version en date a été adoptée en 2013, même si elle reprend le tricolore noir-rouge-vert du royaume d'Afghanistan, adopté en 1928. La différence principale est l'ajout de la chahada au-dessus de l'emblème.
Malgré la chute de la république islamique le 15 août 2021, une partie de la population civile reste attachée au drapeau tricolore : les jours suivant la prise de Kaboul par les talibans ont lieu des manifestations s'opposant à un changement de drapeau national. Symbole de résistance, le drapeau tricolore est interdit par décret le 20 mars 2022.

### Symbolisme
Le drapeau est un tricolore de bandes noir, rouge et vert. Ces couleurs se retrouvent sur beaucoup d'anciens drapeaux du pays. La couleur noire est la couleur associée au XIXe siècle, lorsque le pays était indépendant. Elle représente l'histoire afghane et est la principale couleur nationale ; elle fut utilisée sur la quasi-totalité des drapeaux historiques. Le rouge symbolise la lutte pour l'indépendance, la monarchie, et fut aussi utilisée par les communistes afghans. Enfin, le vert la réussite de l'indépendance et l'islam.

### Apparence
L'article 19 de la constitution afghane précise que « le drapeau de l'Afghanistan est composé de trois parties égales, de couleurs noire, rouge et verte, juxtaposés de gauche à droite verticalement. ». Les proportions du drapeau sont de 2:3. Au centre du drapeau figure l'emblème de l'Afghanistan, de couleur blanche, et où figure la chahada.
| Couleur | ● Noir    | ● Rouge    | ● Vert      | ● Blanc     |
| ------- | --------- | ---------- | ----------- | ----------- |
| HTML    | #000000   | #d32011    | #007a36     | #FFFFFF     |
| RVB     | 0/0/0     | 211/32/17  | 0/122/54    | 255/255/255 |
| CMJN    | 0/0/0/100 | 0/85/92/17 | 100/0/56/52 | 0/0/0/0     |

## Histoire
Avant 1747 et la fondation de l'Empire durrani, premier État afghan, l'Afghanistan n'a jamais existé comme État propre. Ainsi, il n'existe pas de « drapeau afghan » avant le milieu du XVIIIe siècle.

### XVIIIeetXIXesiècles
La dynastie pachtoune des Hotaki (1709-1738) prend possession de l'Afghanistan actuel et repousse les Perses au début du XVIIIe siècle. Pendant leurs conquêtes éphémères, les Hotaki auraient utilisé un étendard noir, couleur que l'on retrouve sur la grande majorité des drapeaux afghans postérieurs.
En 1747 est fondé l'Empire afghan par la dynastie des Durrani. Cette dernière utilise un drapeau vert-blanc-vert. C'est le premier drapeau officiel à représenter l'Afghanistan tel qu'on le perçoit aujourd'hui.
La dynastie des Barakzai gouverne le pays à partir de 1826, mais n'utilise pas le drapeau des Durrani. À partir de 1880, sous le règne d'Abdur Rahman Khan, le drapeau noir de l'émirat de Kaboul devient celui de tout l'Afghanistan.

Drapeau noir des Hotaki (1709–1738).
Drapeau de l'Empire durrani (1747-1842).
Drapeau noir de l'émirat d'Afghanistan (1880-1901).

### Émirat puis royaume d'Afghanistan (XXesiècle)
Habibullah Khan adopte une nouvelle version pour le drapeau de l'émirat d'Afghanistan, reprenant le drapeau noir adopté par son père mais y ajoutant un emblème blanc en son centre. Il représente les armes royales, et figure une mosquée avec son mihrab orienté vers La Mecque. Apparaissent aussi des épées, canons et fusils, symbolisant l'importance de l'armée afghane. Ce drapeau n'est pas alors utilisé comme un drapeau national, mais plutôt comme un étendard royal ou un drapeau de guerre, n'étant hissé que sur le palais ou par l'armée et les douanes.
Nouvel émir en 1919, Amanullah Khan ajoute au drapeau de son père des rayons émanant de l'emblème. Si ces derniers sont tout d'abord de forme ronde, ils deviennent de forme ovale à partir de 1921.
L'émirat d'Afghanistan devient un royaume en 1926. Les rayons sont remplacés par une couronne de feuilles et l'emblème est modifié et agrandi.

Drapeau du pays sous Habibullah Khan (1901-1919).
Premier drapeau du pays sous Amanullah Shah (1919-1921).
Variante du premier drapeau du pays sous Amanullah (1921-1926).
Second drapeau du pays sous Amanullah (1926-1928).

En 1928 est adopté pour la première fois le tricolore noir-rouge-vert. Le noir représente le passé (couleur des précédents drapeaux), la rouge le sang versé pour l'indépendance vis-à-vis du Royaume-Uni de Grande-Bretagne et d'Irlande (proclamée en 1919, reconnue en 1921), et le vert l'espoir en l'avenir. Le choix du tricolore par Amanullah a sans doute été influencé par sa visite en Europe en 1927 (où beaucoup de drapeaux sont des tricolores, influencés par celui de la France révolutionnaire),. Le dessin tricolore horizontal original était basé sur celui du drapeau de l’époque de la République de Weimar en Allemagne.
Il adopte un nouvel emblème représentant un soleil levant au-dessus de deux montagnes enneigées, symbolisant un nouveau départ pour le pays. Ce sceau contient également des épis de blé, un symbole qui sera présent sur presque tous les futurs emblèmes de l’Afghanistan. À l'époque, l’emblème soviétique est le seul autre à présenter des épis de blé, un symbole qui réapparaîtra à l'avenir sur les drapeaux de nombreux États communistes.
Alors que le réformiste Amanullah est contraint à l'abdication en janvier 1929, son successeur Inayatullah ne règne que trois jours (durée pendant laquelle aurait été hissé le drapeau de 1919). Il est renversé par Habibullah, chef de guerre saqqawiste, un mouvement conservateur islamiste. Ce dernier adopte un drapeau tricolore rouge-noir-blanc, apparemment déjà utilisé par les Mongols quand ils envahirent l'Afghanistan au XIIIe siècle. Il est rapidement battu par le général Mohammad Nadir Khan, couronné roi le 17 octobre 1929.
Le nouveau roi rétablit les couleurs noir-rouge-vert, mais ne conserve pas l'emblème, jugé trop progressiste mais reprend celui de 1921. Une seconde version du drapeau est adoptée dès 1930, qui est conservée sous le règne de son fils, Mohammad Zaher Shah. Le tricolore est maintenu, les rayons sont retirés et l'emblème agrandi. L'année ١٣٤٨ (1348 sur le calendrier hégirien (calendrier lunaire musulman), ce qui correspond à 1929 sur le calendrier grégorien) est placée sur le sceau, pour symboliser la date de l'accession au trône de Mohammad Nadir Shah.

Première version du tricolore (1928).
Deuxième version du tricolore (1928-1929).
Drapeau sous Habibullah Kalakânî (1929).
Premier drapeau du pays sous Mohammad Nadir Shah (1929-1930).
Drapeau du royaume d'Afghanistan (1930-1973).

### République d'Afghanistan (1973-1978)
En 1973 est fondée la république d'Afghanistan après un coup d'État non violent contre le roi Mohammad Zaher Shah. Le drapeau du nouveau gouvernement est identique au drapeau précédent, à la différence près que l'année ١٣٤٨, référence à la monarchie, est vraisemblablement enlevée.
Un nouveau drapeau républicain est adopté le 9 mai 1974. Les mêmes couleurs sont utilisées, mais organisées horizontalement, et les couleurs réinterprétées : le noir pour le passé obscur, le rouge pour le sang versé pour l'indépendance, et le vert pour la prospérité de l'agriculture. En canton, un nouvel emblème fait son apparition : un aigle aux ailes éployées, une chaire sur le torse, entouré d'épis et surmonté de rayons de soleil (symbolisant la nouvelle république).

Premier drapeau républicain similaire au précédent (1973-1974).
Second drapeau républicain (1974-1978)

### Régimes communistes (1978-1992)
Le 28 avril 1978, le Parti démocratique populaire, parti marxiste-léniniste afghan, renverse le président Mohammad Daoud Khan lors de la « révolution de Saur », et proclame la république démocratique d'Afghanistan. Le drapeau précédent est alors tout d'abord conservé pendant sept mois, mais sans les armoiries. Un drapeau similaire a été utilisé par le parti Junbish-e Milli qui a contrôlé l’autonomie du nord de l’Afghanistan de 1992 à 1998.
De nouveaux symboles sont adoptés le 19 octobre 1978. Ces derniers sont radicalement différents : le nouveau drapeau est entièrement rouge, avec un emblème jaune en canton, comme ceux de nombreux pays communistes. C'est le premier drapeau afghan à posséder un ratio de 1:2 (comme celui de l'Union soviétique), et le premier depuis plus d'un siècle à ne pas figurer de couleur noire. La couronne d'épis revient sur le drapeau, surmontée d'une étoile (représentant les cinq groupes ethniques de la nation), assortie du mot Khalq (« Peuple ») entre les épis (Khalq était une fraction du Parti démocratique populaire afghan, dont l'emblème était leur symbole). Ce drapeau est également celui de la faction Khalq. Il est impopulaire au sein de la population afghane, ne reprenant pas les couleurs traditionnelles du pays et la figuration de l'islam,.
Le drapeau rouge est changé après que la fraction Khalq du parti communiste a été renversée par la fraction Parcham (dirigée par Babrak Karmal). Le nouveau gouvernement rétablit le tricolore : le noir pour le passé, le rouge pour le sang versé pour l'indépendance et le vert pour la foi en l'islam. Un nouveau sceau est mis en place, représentant un soleil levant, les épis, un mihrab, un livre ouvert, des rubans aux couleurs nationales, une roue dentée (symbolisant l'industrie) et l'étoile rouge du communisme.
En 1987, la constitution afghane est modifiée : le pays est renommé « république d'Afghanistan », l'islam devient religion d'État et un nouveau drapeau est adopté. Le sceau subit quelques modifications : la roue dentée passe en bas, l'étoile rouge et le livre ouvert disparaissent et le champ vert est incurvé afin d'évoquer l'horizon. La signification des couleurs est aussi changée : le noir pour le drapeau des Abbassides et le pavillon de Abu Muslim (VIIIe siècle), le rouge pour la bannière du sultan Hahmud Ghazni (997-1030), le vert pour l'islam, la fertilité et le bonheur du peuple.

Premier drapeau de la république démocratique d'Afghanistan (1978).
Le drapeau du PDPA, utilisé brièvement comme drapeau national alternatif (1980).
Troisième drapeau de la république démocratique d'Afghanistan (1980-1987).
Drapeau de la république d'Afghanistan (1987-1992)

### État islamique d'Afghanistan (1992-2002)
En 1992, le gouvernement communiste chute face aux moudjahidines de l'Alliance du Nord. Ces derniers vont adopter un nouveau tricolore horizontal noir-blanc-vert. La bande du haut porte l'inscription Allahu akbar (« Dieu est grand »), la bande centrale la chahada. De nombreuses variantes de ce drapeau ont été utilisées pendant la guerre civile.
Le nouveau gouvernement de Rabbani change le drapeau de l'État islamique le 2 décembre 1992. Le schéma de couleur présente des similitudes avec les drapeaux de plusieurs nations musulmanes du Moyen-Orient. L’emblème est le même que celui de l’ère monarchique, mais avec l’ajout de la chahada et des épées représentant la victoire des moudjahidines. Il indique l’année ١۲۹٨ (1298), l'équivalent dans le calendrier persan de l'année 1919 du calendrier grégorien, soit l'année de la pleine indépendance du pays. Sur la partie inférieure de l'emblème est écrit « État islamique d’Afghanistan » (en arabe : دا افغانستان اسلامی دولت).
À partir de 1996, l'Alliance du Nord ne contrôle plus qu'une petite partie du territoire afghan, le reste étant dominé par les talibans. Cependant, le régime taliban n'étant pas reconnu internationalement, c'est l'État islamique d'Afghanistan qui est considéré comme le représentant légitime de l'Afghanistan auprès de l'ONU. Le tricolore vert-blanc-noir continue ainsi de flotter devant le siège de cette dernière, ainsi que sur plusieurs ambassades étrangères.
L'intervention américaine en Afghanistan de 2001 permet à l'État islamique d'Afghanistan de reprendre la majorité du territoire national. Une variante du drapeau figurant des textes en pachto et dari en bleu sur la bande centrale aurait alors été utilisée de 2001 à 2002.

Premier drapeau de l'État islamique d'Afghanistan (1992).
Variante du premier drapeau de l'État islamique d'Afghanistan (1992).
Deuxième drapeau de l'État islamique d'Afghanistan (1992-2001).
Troisième drapeau de l'État islamique d'Afghanistan (2001-2002).

### Émirat islamique d'Afghanistan (1996-2001)
Les talibans, mouvement fondamentaliste islamiste, s'imposent durant la guerre civile afghane, et prennent Kaboul et la majorité du territoire du pays en 1996. Ils utilisent tout d'abord un drapeau blanc uni (similaire à celui utilisé par la dynastie des Omeyyades), auquel ils ajoutent la chahada en noir en son centre le 27 octobre 1997.
Ces drapeaux se réfèrent uniquement à l'islam et pas à l'Afghanistan. Le drapeau blanc, appelé Al-Liwa, est l'un des drapeaux arborés par Mahomet.
Il existe plusieurs variantes du drapeau, qui diffèrent selon les proportions de ce dernier ou la taille de la chahada.
Le régime des taliban, l'émirat islamique d'Afghanistan, n'est reconnu que par trois États internationalement reconnus (l'Arabie saoudite, les Émirats arabes unis et le Pakistan). Leur drapeau n'est donc pas reconnu par la communauté internationale comme le drapeau légitime du pays.

Premier drapeau taliban (1996-1997).
Second drapeau taliban (1997-2001).

### État transitoire puis république islamique d'Afghanistan (2002-2021)
Le 27 janvier 2002, l'État transitoire islamique d'Afghanistan adopte à nouveau le tricolore noir-rouge-vert de 1973-1974. Quelques modifications sont cependant réalisées : les proportions du drapeau sont de 1:2, l'emblème est compris intégralement dans la bande rouge, la chahada est ajoutée au dessus de ce dernier. À partir du 27 juin 2002, l'emblème présente une couleur dorée et la date inscrite sous celui-ci passe de « 1348 » à « 1380 » (« 2002 » dans le calendrier grégorien).
La république islamique d'Afghanistan, instaurée en 2004, conserve le drapeau mais modifie une nouvelle fois l'emblème qui est à nouveau blanc, l'année inscrite devient « 1298 » (« 1919 » dans le calendrier grégorien, date de l'indépendance totale vis-à-vis de la Grande-Bretagne), sur le liseret est écrit simplement « Afghanistan » et des rayons de soleil sont ajoutés entre la chahada et le Takbir. Le ratio du drapeau devient 2:3.
Le dernier drapeau est adopté le 19 août 2013. L'emblème est encore modifié, et est désormais beaucoup plus grand, s'étendant sur les bandes noire et verte. Le drapeau est un tricolore de bandes noir, rouge et vert. La couleur noire est associée au XIXe siècle, lorsque le pays était indépendant. Elle représente l'histoire afghane et est la principale couleur nationale, utilisée sur la quasi-totalité des drapeaux historiques. Le rouge symbolise la lutte pour l'indépendance, la monarchie, et aussi utilisé par les communistes afghans. Enfin, le vert la réussite de l'indépendance et l'islam.

Premier drapeau de l'État transitoire islamique d'Afghanistan (2002).
Second drapeau de l'État transitoire islamique d'Afghanistan (2002-2004).
Premier drapeau de la république islamique d'Afghanistan (2004-2013).
Second drapeau de la république islamique d'Afghanistan (2013-2021).

### Émirat islamique d'Afghanistan (de factodepuis 2021)
Après leur victoire lors de leur offensive, les talibans rétablissent le 19 août 2021 l'émirat islamique d'Afghanistan et utilisent un drapeau blanc sur lequel est inscrit la chahada en noir, le même drapeau que l'émirat avait utilisé entre 1997 et 2001,. Après la prise du Panchir début septembre 2021, le drapeau de l'émirat islamique d'Afghanistan est dressé par les talibans sur tous les bâtiments officiels du pays,,.
Le 20 mars 2022, les autorités de l'émirat islamique d'Afghanistan interdisent formellement aux fonctionnaires l'usage de l'ancien drapeau tricolore républicain, fréquemment arboré par les opposants aux talibans en signe de protestation, et ordonne l'utilisation du seul drapeau blanc avec la Chahada,,.

Drapeau taliban.
Drapeau taliban – variante avec l'inscription « émirat islamique d'Afghanistan » en dessous.